# Planetella pandani
Planetella pandani är en tvåvingeart som först beskrevs av Ephraim Porter Felt 1921.  Planetella pandani ingår i släktet Planetella och familjen gallmyggor. Inga underarter finns listade i Catalogue of Life.